# Foto-Medium-Art
Galeria Foto-Medium-Art – galeria sztuki współczesnej, założona przez prof. Jerzego Olka, rozpoczęła działalność w październiku 1977 roku w Ośrodku Kultury i Sztuki we Wrocławiu. W 2007 roku przeniesiona do Krakowa i objęta patronatem Fundacji Muzeum Nowej Sztuki.
Foto-Medium-Art reprezentuje artystów różnych pokoleń. Od początku swej działalności szuka związków z filmem, video, nowymi technologiami, architekturą, muzyką, oraz teoriami kultury. Koncentruje się na organizowaniu wystaw awangardy polskiej i międzynarodowej od lat 70. do chwili obecnej. Galeria prowadzi także działalność wydawniczą promującą twórczość reprezentowanych artystów.

## Historia galerii
W latach 1973-1977 artyści związani z Wrocławską Galerią Fotografii (m.in. Jerzy Olek), mieszczącą się we Wrocławiu, zainicjowali szereg akcji artystycznych rozgrywających się w przestrzeni publicznej miasta. W marcu 1977 Jerzy Olek zorganizował w Katowicach ogólnopolskie sympozjum i wystawę pt. Stany graniczne fotografii. W kwietniu tego roku Olek przygotował we Wrocławiu kolejną wystawę połączoną z sympozjum pt. Fotografia – medium sztuki. Obie imprezy zgromadziły czołówkę polskich artystów sztuki nowych mediów.
W tym czasie Olek zaproponował typologię fotografii-sztuki, wyróżniając: fotografię narracyjną, kreacyjną, fot-art i foto-medium. Podział odwoływał się do dyskursów artystycznych poruszanych przez neoawangardę, ujmujących nietradycyjne sposoby kreacji artystycznej w znaczeniu intermedialnym. Wśród dominujących narracji sztuki znalazł się fotomedializm, który rozumiano jako badanie właściwości i możliwości medium. Uwypuklany był problem zależności między rzeczywistością a reprezentacją.
W połowie roku Jerzy Olek objął stanowisko kierownika artystycznego Wrocławskiej Galerii Fotografii i rozpoczął proces przekształcania jej w galerię autorską, nastawioną na promocję sztuki nowych mediów – fotografii, filmu i video.
Współpracownikami Jerzego Olka na przestrzeni lat byli m.in. Alek Figura, Ireneusz Kulik, Leszek Szurkowski, Ryszard Tabaka. Galeria mieściła się początkowo w tzw. Domku Romańskim przy placu Nankiera 8 we Wrocławiu.
Rolą, jaka przypadła Foto-Medium-Art w drugiej połowie lat 70., była legitymizacja fermentu neoawangardy. W grudniu 1977 rozpoczął się cykl teoretycznych dyskusji panelowych, które odbywały się pod wspólnym tytułem Forum Foto-Medium-Art. Między grudniem 1977 a czerwcem 1978 odbyło się siedem spotkań (Fotografia jako fotografia; Fotografia jako relacja; Fotografia jako tworzywo; Fotografia jako narzędzie, video jako narzędzie; Fotografia jako ideologia; Fotografia jako film, film jako fotografia; Fotografia jako algorytm). Obok intensywnej działalności wystawienniczej, interdyscyplinarne sympozja, panele dyskusyjne i spotkania poszerzyły zakres oddziaływania galerii. Wystawy organizowane pod szyldem F-M-A pokazywane były w licznych miejscach w kraju i zagranicą.
17 października 1978 Wrocławska Galeria Fotografii zmieniła nazwę na Foto-Medium-Art.

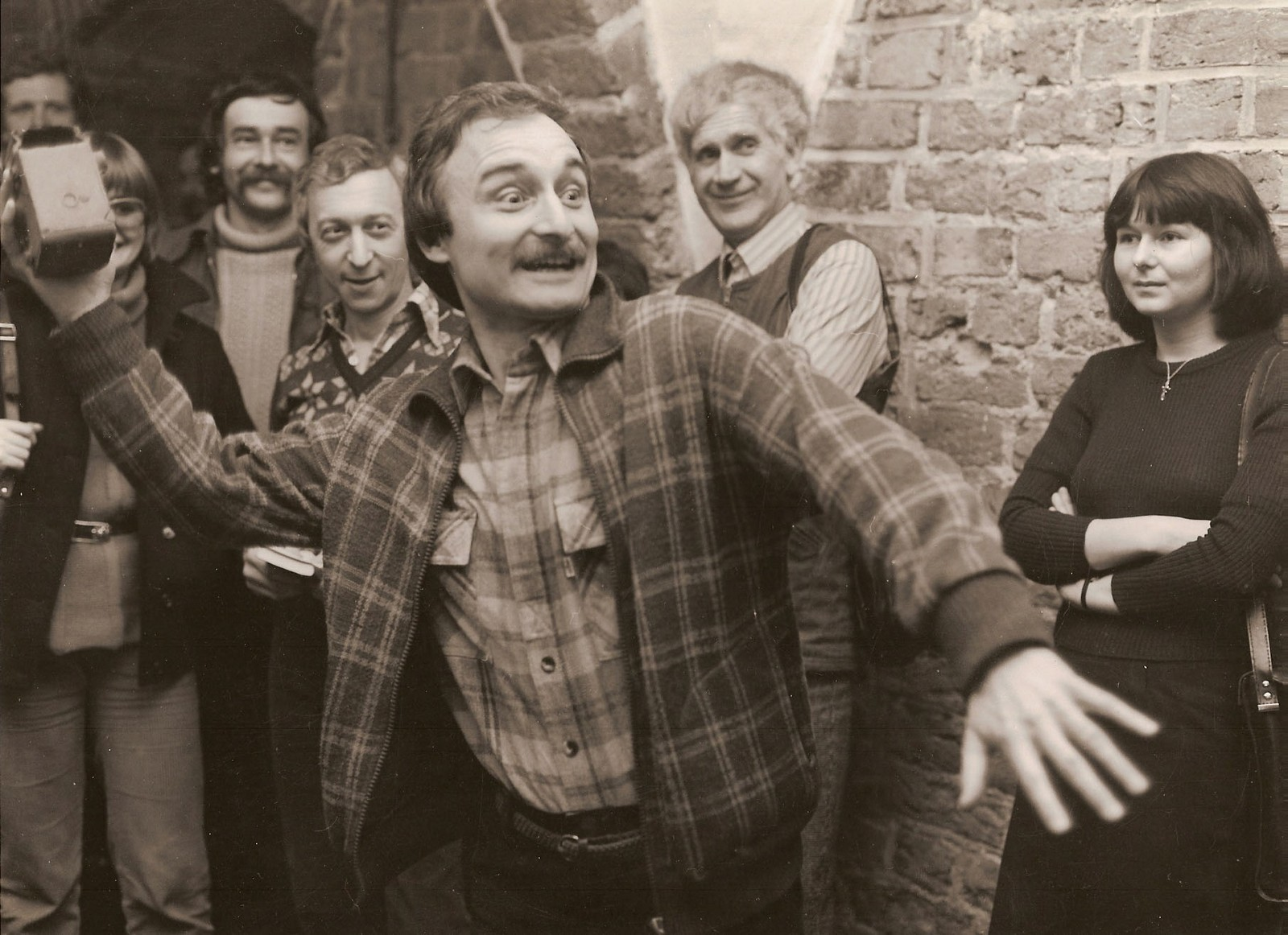
Jan Stanisław Wojciechowski, akcja w galerii Foto-Medium-Art, 1981

W październiku 1978 powstało Seminarium Foto-Medium-Art – grupa twórcza (Alek Figura, Ireneusz Kulik, Jerzy Olek, Leszek Szurkowski, Ryszard Tabaka), która kreowała, jako zespół doradczy, program galerii. Inauguracyjna wystawa grupy i nowego programu odbyła się pod nazwą Media.
W 1981 roku, z udziałem przedstawicieli różnych dyscyplin, odbyło się ogólnopolskie seminarium Sztuka jako medium sztuki (14-16 kwietnia). Wśród uczestników znaleźli się: Janusz Bogucki, Jan Chwałczyk, Grzegorz Dziamski, Marcin Giżycki, Maciej Gutowski, Andrzej Kostołowski, Bożena Kowalska, Jerzy Ludwiński i Jan Stanisław Wojciechowski.
Po 13 grudnia 1981, w wyniku wprowadzonego w Polsce stanu wojennego, galeria została zamknięta. Rozwiązało się również Seminarium Foto-Medium-Art; większość artystów, którzy je tworzyli, wyemigrowała z kraju. Lata 80. uwypukliły w programie galerii wątki egzystencjalne, intuicyjne i emocjonalne.
W drugiej połowie lat 80. w środowisku galerii, podczas wystaw, spotkań i dyskusji, zrodziła się idea fotografii elementarnej, rozumianej jako fotografia perfekcyjna warsztatowo, skoncentrowana na własnym materiale i roli, jaką pełni. Elementaryzm widoczny jest m.in. w wystawach: Fotografia elementarna, Szczecin (1986), Elementarfotografie, Bielefeld (1986), Elementárni fotografie, Brno (1988), Elementarność fotografii, Wrocław (1989).
W 1989 we Wrocławiu odbyła się, zorganizowana przez Jerzego Olka, I Fotokonferencja Wschód-Zachód Europejska Wymiana, w której wzięło udział 106 artystów, m.in. z Austrii, Belgii, Czechosłowacji, Estonii, Finlandii, Francji, Grecji, Holandii, Jugosławii, Litwy, Łotwy, NRD, Polski, RFN, Szwecji, USA, Węgier, Wlk. Brytanii i Włoch. Dwa lata później odbyła się II Fotokonferencja – udział w niej wzięło 131 artystów z 24 krajów (m.in. Christian Boltanski, Christo, Joan Fontcuberta, John Hilliard, Natalia LL, Annette Messager, Georges Rousse, S. Saito, Annegert Soltau, Henk Tas, Timm Ulrichs, B. Webb, Felice Varini, Mirosław Emil Koch).

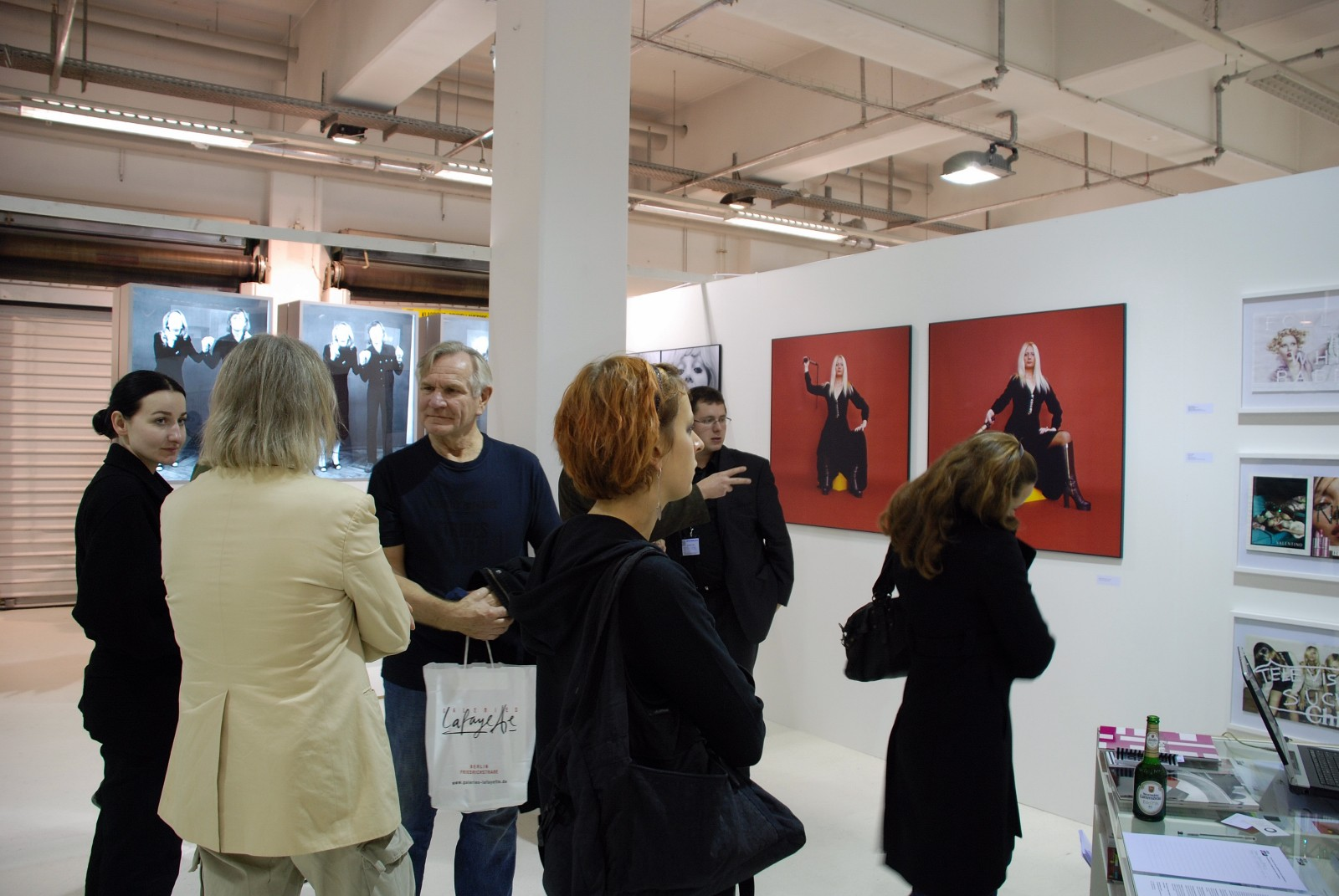
Targi sztuki Berliner Liste 07, Berlin, wrzesień – październik 2007

W 1996 galeria straciła lokal w „Domku Romańskim”. Zmieniła sposób działalności, organizując wystawy w różnych miejscach na świecie.
W latach 90. pojawiła się refleksja nad problemami mediów cyfrowych i sztuki w społeczeństwie globalnej wioski. W 1999 odbył się pierwszy Festiwal Nowej Sztuki lAbiRynT w przestrzeniach labiryntu kłodzkiej twierdzy. Jerzy Olek zorganizował również wystawę Jutro jest dziś, która była pokazywana w latach 1999-2000 w Polsce i w Japonii.
W 2007 galeria została otoczona patronatem Fundacji Muzeum Nowej Sztuki kierowanej przez Wandę Dunikowską. Wprowadziła się do nowego lokalu przy ul. Karmelickiej w Krakowie. Na wystawie 30th Anniversary Show, zorganizowanej z okazji trzydziestej rocznicy istnienia F-M-A, zaprezentowano prace 35 artystów. Galeria wzięła również udział w międzynarodowych targach sztuki Berliner Liste 07.

## Artyści związani z galerią
- Jan Berdyszak
- Codemanipulator
- Tomasz Dobiszewski
- Kinga Dunikowska
- Wincenty Dunikowski-Duniko
- Michał Jakubowicz
- Natalia LL
- Andrzej Lachowicz
- Jerzy Olek
- Ewa Partum
- Rafał Piekarz
- Zdzisław Sosnowski
- Teresa Tyszkiewicz

## Wystawy

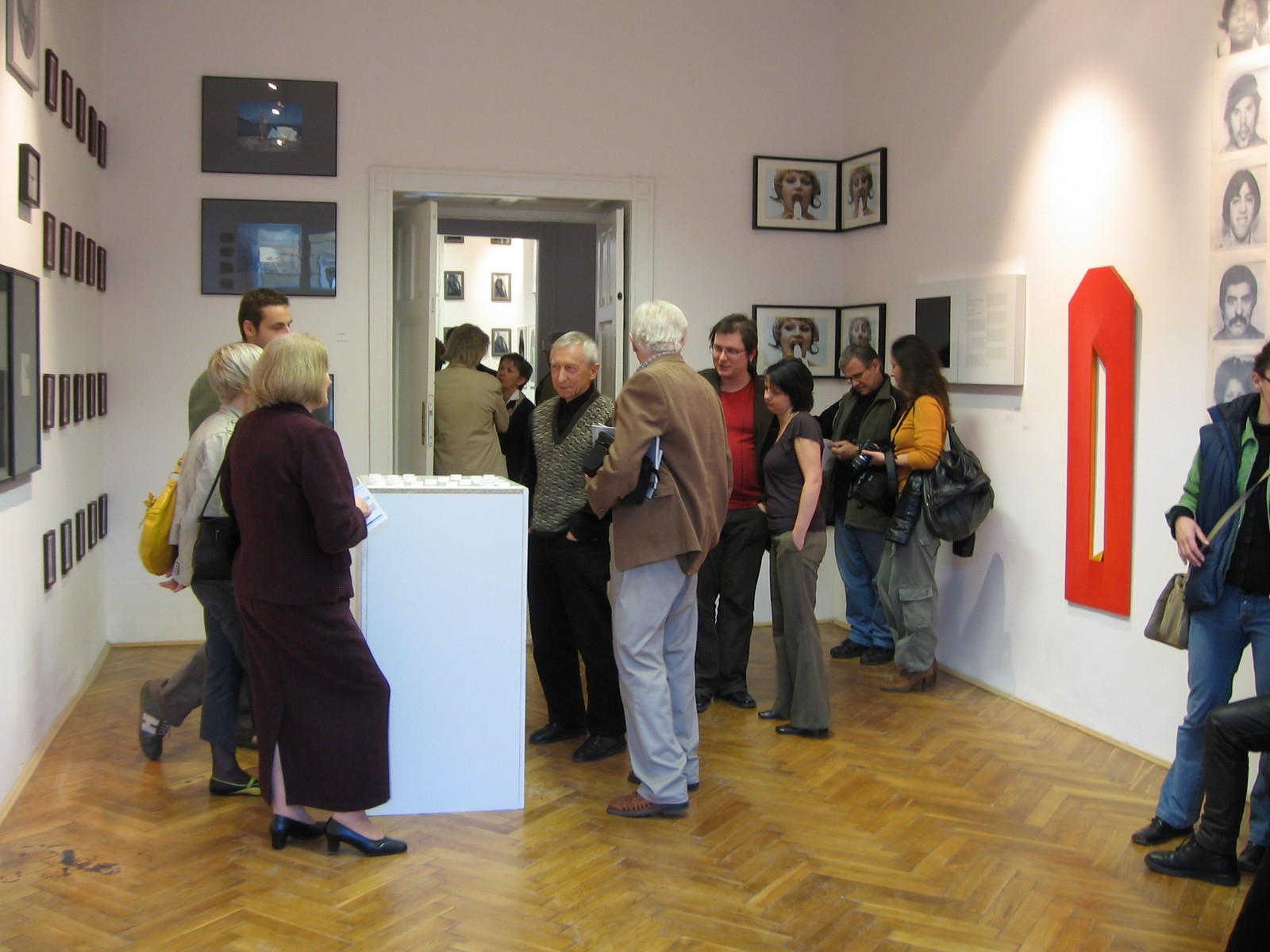
Wystawa 30th Anniversary Show, kwiecień – lipiec 2007

Od początku działalności Foto-Medium-Art, w galerii odbyło się ponad 350 wystaw, seminariów, i innych wystąpień artystycznych. Do największych wydarzeń firmowanych przez F-M-A należały Fotokonferencje Wschód-Zachód Europejska Wymiana, realizowane co drugi rok w latach 1989-1999. Największą i najważniejszą z nich była wspomniana wyżej konferencja zorganizowana w 1991 – Nowe przestrzenie fotografii.
W ostatnich latach w galerii Foto-Medium-Art można było uczestniczyć w indywidualnych wystawach m.in. Natalii LL, Wincentego Dunikowskiego-Duniko, Jana Berdyszaka, Christiana Boltanskiego, Zdzisława Sosnowskiego, Codemanipulatora, Tadeusza Sawy-Borysławskiego, Kingi Dunikowskiej, Michała Jakubowicza, Andrzeja Lachowicza, Tomasza Dobiszewskiego, Ewy Partum, Rafała Piekarza i Teresy Tyszkiewicz.

## Wystawy zorganizowane przez galerię od 2007 roku
- Teresa Tyszkiewicz, Photo Épinglée, 17 września – 30 października 2010
- Rafał Piekarz, Broadcasting Networks, 30 lipca – 4 września 2010
- Until do Us Part (wystawa grupowa), Kinga Araya, Tomasz Dobiszewski, Wincenty Dunikowski-Duniko, Natalia LL, Rafał Piekarz, Timm Ulrichs, Alicja Żebrowska, 27 listopada 2009 – 29 stycznia 2010
- Ewa Partum, Politics is Temporary, Art Remains, 24 września – 6 listopada 2009
- Tomasz Dobiszewski, Against Seeing, 5 czerwca – 21 lipca 2009
- Jerzy Olek, Lost Space, 27 marca – 23 maja 2009
- Andrzej Lachowicz, Vegetation, 26 lutego 2008 – 30 stycznia 2009
- Michał Jakubowicz, Hidden Pictures, 12 grudnia 2008 – 30 stycznia 2009
- Teraz! Artyści galerii Foto-Medium-Art (wystawa grupowa), Mazowieckie Centrum Sztuki Współczesnej “Elektrownia”, 11 listopada – 21 grudnia 2008
- Kinga Dunikowska, Behind the Mirror, 25 września – 30 października 2008
- Tadeusz Sawa-Borysławski, 3 lipca – 8 sierpnia 2008
- Codemanipulator, I am code, 9 maja – 20 czerwca 2008
- Zdzisław Sosnowski, My Time, 20 lutego – 26 kwietnia 2008
- Christian Boltanski, Accident Chronicle, 30 stycznia – 14 lutego 2008
- Jan Berdyszak, 21 listopada 2007 – 19 stycznia 2008
- Berliner Liste 07, 30 września – 3 października 2007
- Wincenty Dunikowski-Duniko, Happy Birthday, 8 września – 10 listopada 2007
- Natalia LL, 19 lipca – 29 sierpnia 2007
- 30th Anniversary Show (wystawa grupowa), 20 kwietnia – 7 lipca 2007

## Galeria zdjęć

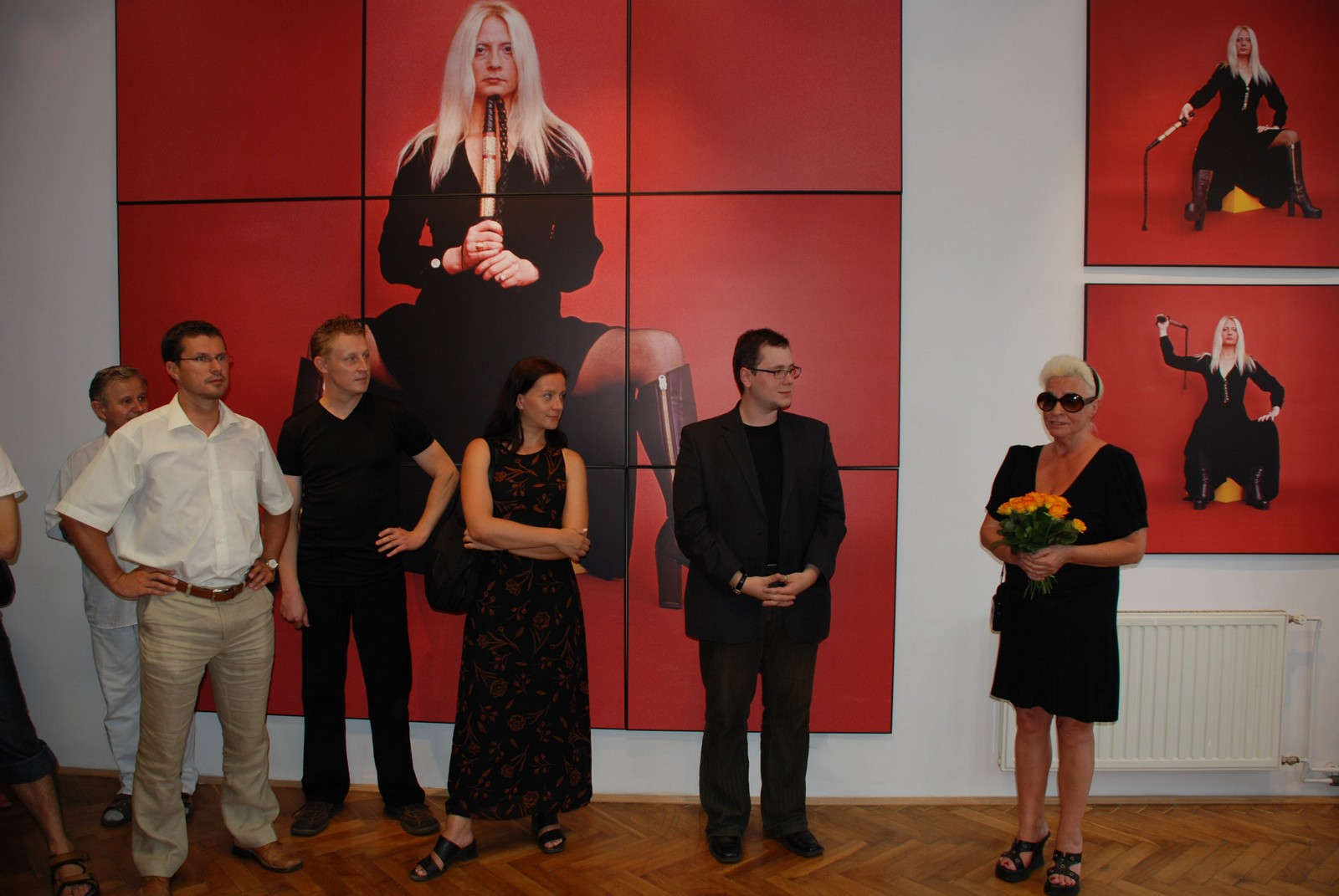
Wystawa Natalii LL, lipiec – sierpień 2007
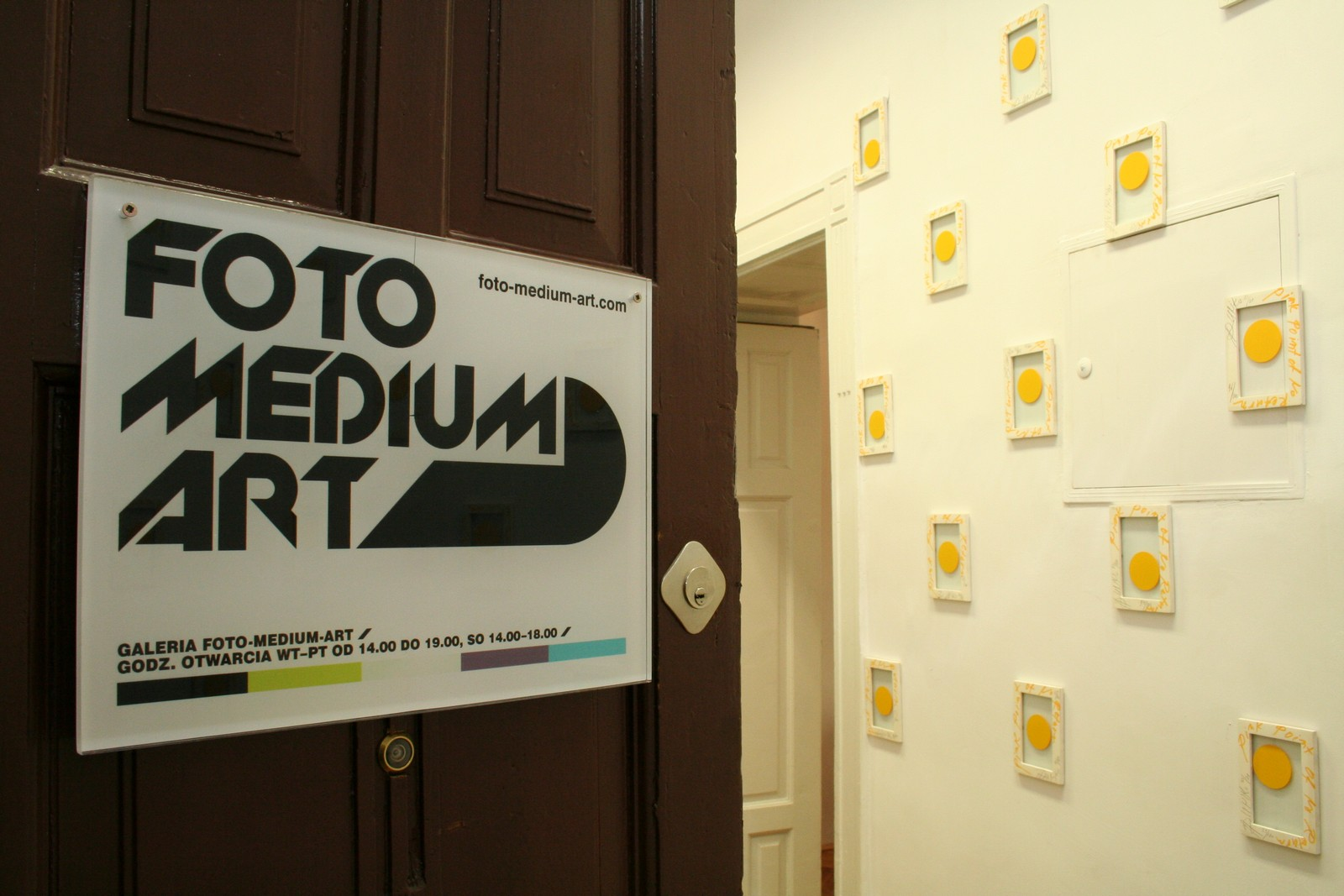
Wystawa Wincentego Dunikowskiego-Duniko, Happy Birthday, wrzesień – listopad 2007
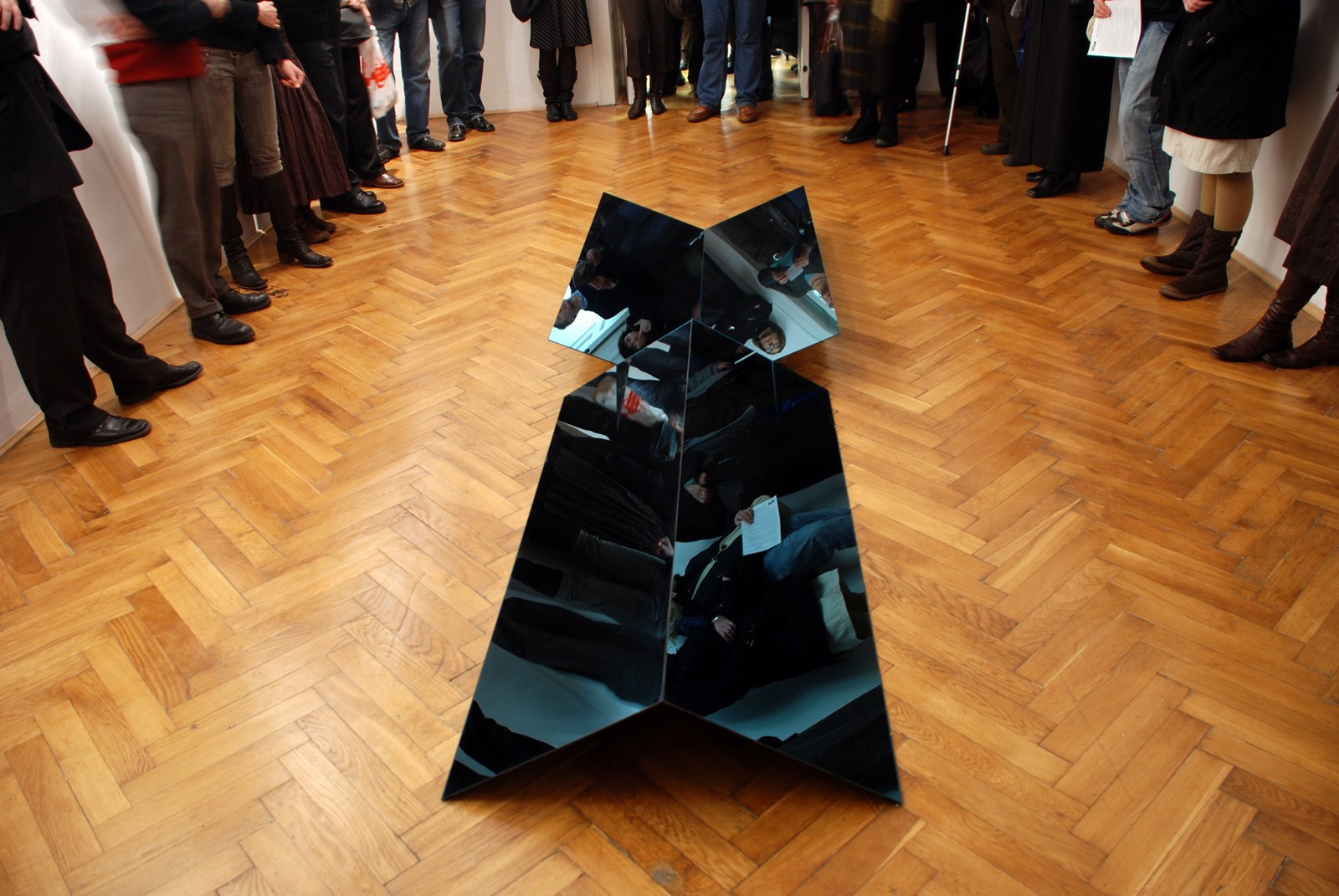
Wystawa Jana Berdyszaka, Generator fotografii efemerycznych. Reinstalacje fotograficzne, listopad 2007 – styczeń 2008
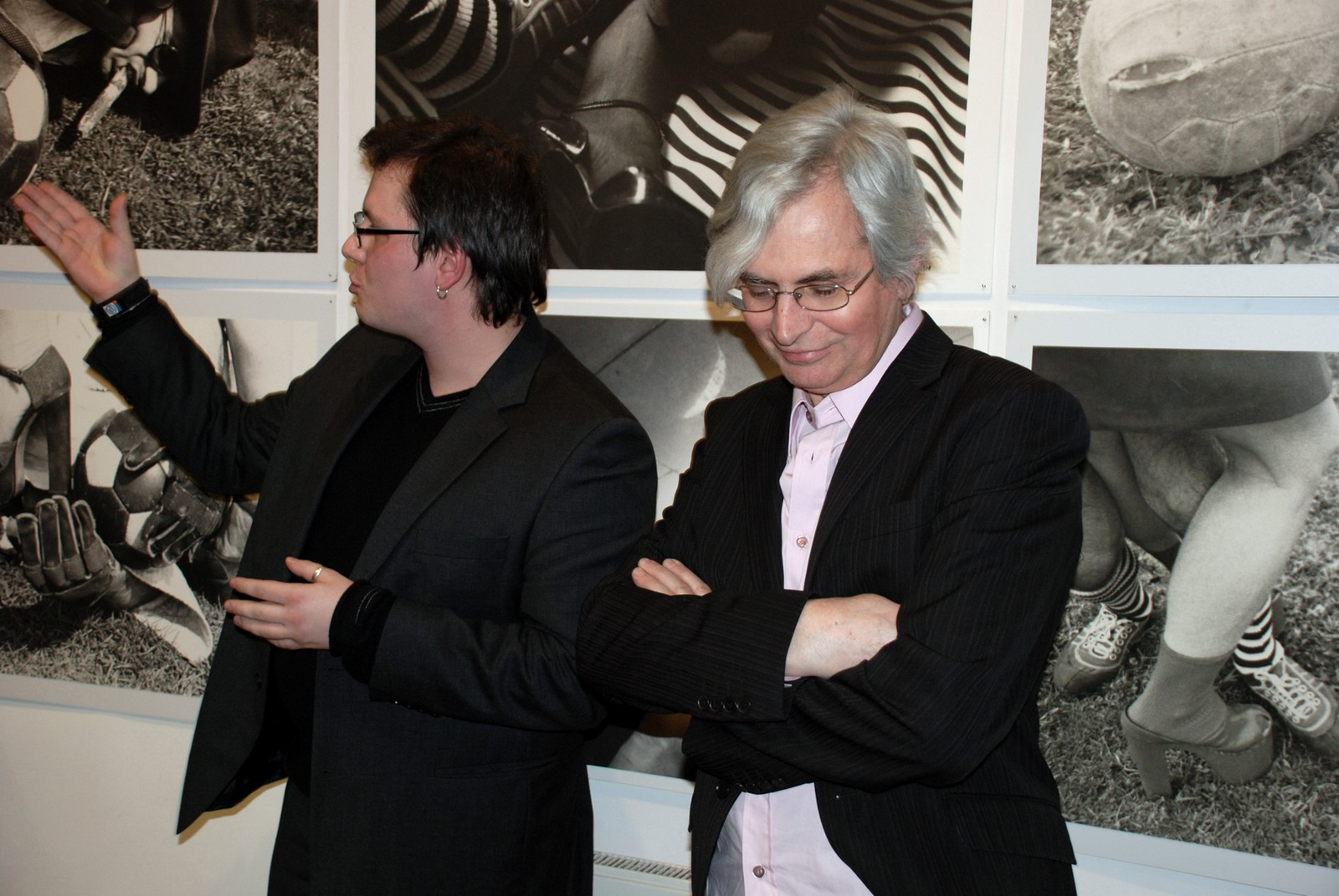
Wystawa Zdzisława Sosnowskiego, My Time, luty – kwiecień 2008, od lewej: Krzysztof Siatka, Zdzisław Sosnowski, Paweł Dudziński
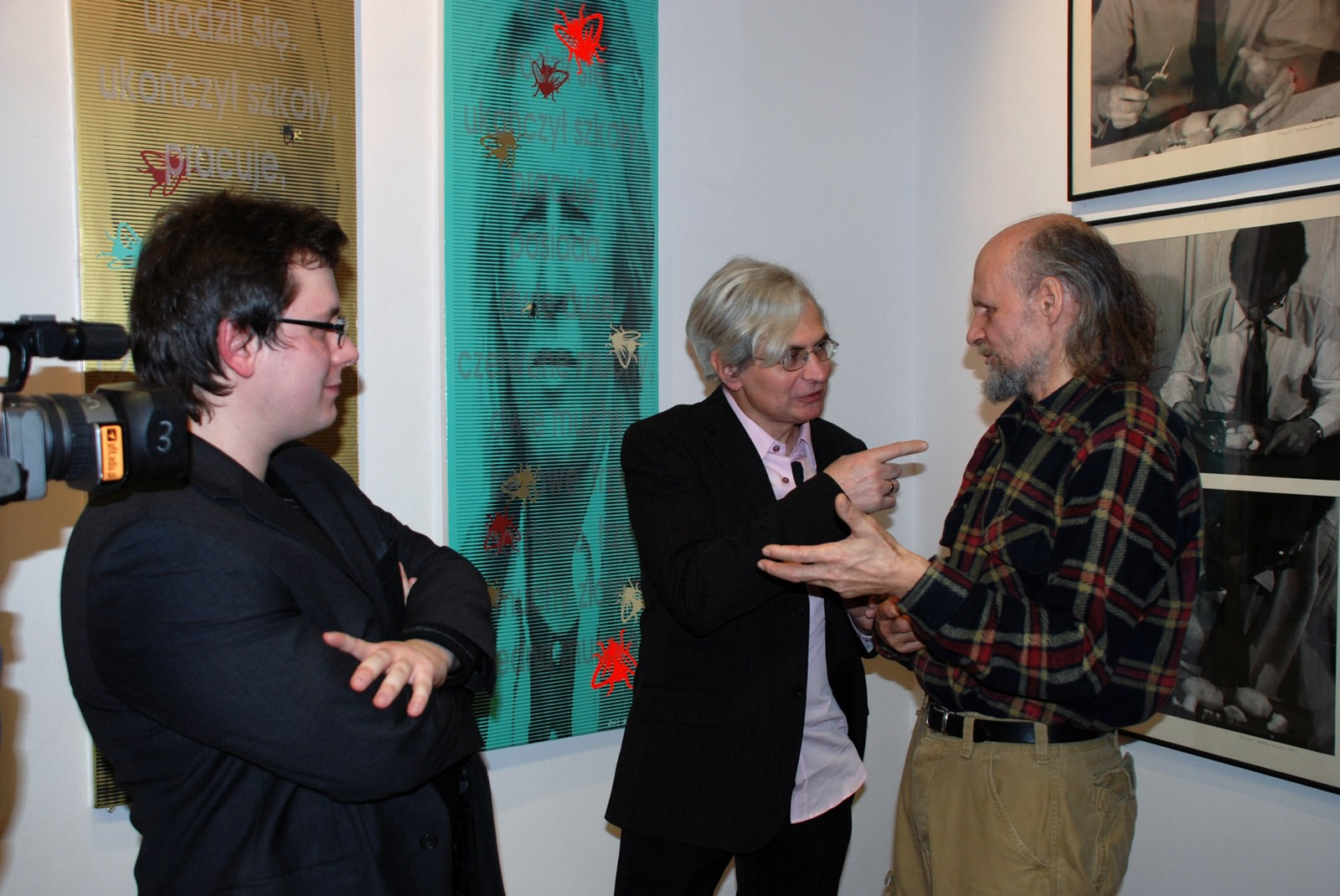
Wystawa Zdzisława Sosnowskiego, My Time, luty – kwiecień 2008, od lewej: Krzysztof Siatka, Zdzisław Sosnowski, Paweł Dudziński
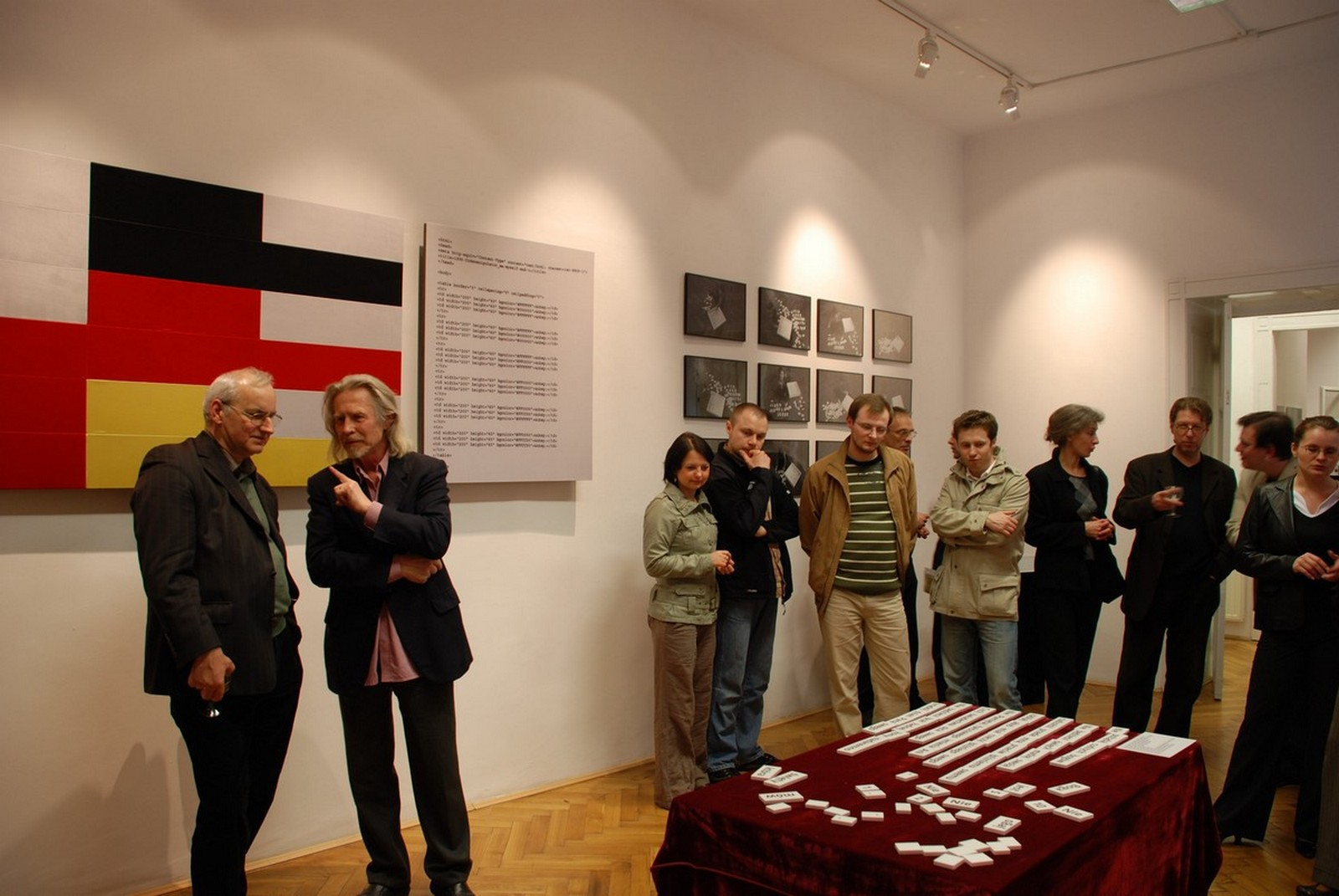
Wystawa Codemanipulator, I am code, maj – czerwiec 2008
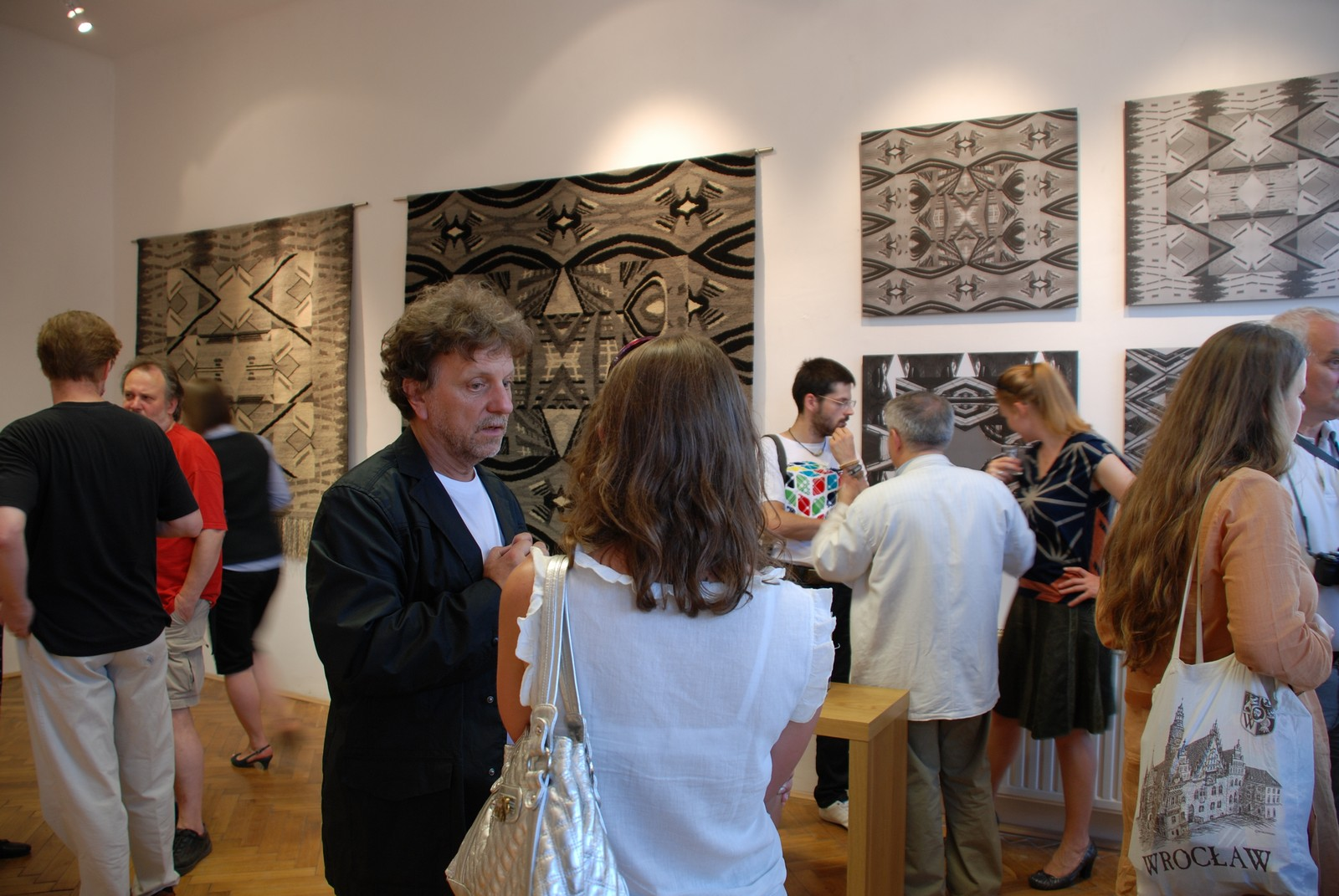
Wystawa Tadeusza Sawy-Borysławskiego, Geometries of Chaos – Archilim, lipiec – sierpień 2008